# Seafood - Un pesce fuor d'acqua
Seafood - Un pesce fuor d'acqua (SeeFood) è un film del 2011 diretto da Aun Hoe Goh. Il film è stato distribuito nelle sale italiane il 4 maggio 2012.

## Trama
In un reef, alcuni giovani bracconieri vanno a rubare delle uova di squalo bambú, della stessa specie del piccolo Pup. Qui vivono anche la tartaruga verde Mertle e il polpo dagli anelli blu Octo. A capo di tutti si trova lo squalo pinna bianca del reef Julius, che i tre pesce pilota cercano di sfamare per non essere mangiati.
Pup, consigliato dalla manta Spin, va sulla terra in cerca delle uova e Julius, attrezzato da Octo, va in suo soccorso. Allo stesso tempo però la murena malvagia Murray, insieme ai suoi alleati, è pronta ad invadere il reef.